# Enicospilus mactra
Enicospilus mactra là một loài tò vò trong họ Ichneumonidae.